# 顧弘潞
顧弘潞（1517年—？），字敬文，浙江台州府仙居縣人，民籍，明朝政治人物。

## 生平
嘉靖二十五年（1546年）丙午科浙江鄉試第六十一名舉人，嘉靖二十九年（1550年）中式庚戌科會試第九十九名，三甲第七十名進士。授行人，三十三年正月选授兵科給事中，三十四年五月因疏救总督都御史张经，被廷杖五十，革职为民。隆庆元年（1567年）八月起復兵科給事中，二年二月升户科右，四月升禮科左，六月升刑科都，十月升湖廣左參政，四年十月考察以才力不及降调。

## 家族
曾祖顧墀；祖父顧環；父顧釗。母王氏；繼母宋氏。具慶下。兄顧弘渤、顧弘淵，弟顧弘汴、顧弘淦。